# Pecten
El pecten o peine ocular es una estructura con apariencia de peine de vasos sanguíneos pertenecientes al coroides en el ojo de un ave. No es sensorial y es una estructura pigmentada que se proyecta dentro del humor vítreo desde el punto donde el nervio óptico entra al globo ocular. Se cree que el pecten nutre a la retina y controla el pH del humor vítreo. Está presente en todas las aves y algunos reptiles.
En el ojo de vertebrados, los vasos sanguíneos se disponen en frente de la retina, oscureciendo parcialmente la imagen. El pecten ayuda a resolver este problema, elevando los vasos sanguíneos alejándolos de la retina lo que permite la visión extremadamente aguda de las aves como en el caso de las rapaces diurnas. Se cree que la pigmentación del pecten protege los vasos sanguíneos contra los daños de la luz ultravioleta.